# Mitra orientalis
Mitra orientalis is een slakkensoort uit de familie van de Mitridae. De wetenschappelijke naam van de soort is voor het eerst geldig gepubliceerd in 1834 door Griffith & Pidgeon.